# Constanza Piccoli
Constanza Patricia Piccoli Molina (Santiago, 19 de noviembre de 1992), también conocida como Coni Piccoli, es una actriz y cantante chilena, que se dio a conocer en la serie infantil BKN de Mega y luego en Karkú que transmitió TVN y Nickelodeon. También ha integrado el elenco de varias telenovelas como La familia de al lado y Aquí mando yo, entre otras.

## Trayectoria
A los once años hizo su debut en televisión en la serie infantil BKN de Mega. Interpretó a Catalina Valdivieso en 4 temporadas, emitidas entre 2004-2005, también en el año 2009 como invitada y también con una banda sonora contando con tres discos. En diciembre de 2005 abandonó la serie en la que su personaje se muda a España, por lo cual en 2006 tuvo que ser sustituida por Vesta Lugg (Brenda) y Paulina Prohaska (Antonia) quien ya había sustituido a Alberto Herrera(Jota) en la temporada 3 de BKN.
Abandonó la serie a finales 2005 por una oferta de la productora My Friend para protagonizar Karkú, una producción que sería la competencia de BKN. Se estrenó en 2007 por TVN y al año siguiente por Nickelodeon. Contó con tres temporadas y una banda integrada por los mismos actores llamada Six Pack.
Como parte de Six Pack, grabó dos discos. Del primero se desprenden las canciones Cada vez y Chico malo que sonaron bastante en las radios chilenas. Fueron ganadores en Los Premios MTV Latinoamérica como Mejor artista nuevo Centro y se presentaron en el Festival de Viña del Mar en 2008.
Tuvo una corta carrera como solista, con tres sencillos difundidos Eres el culpable, Arena & Mar y Sabes.
En 2010 firmó contrato con TVN para integrarse a su área dramática y posteriormente estar en el elenco de la teleserie La familia de al lado. Luego estuvo en Aquí mando yo y Dos por uno del mismo canal. En 2014 emigró a Canal 13 para interpretar a Millaray en Mamá mechona.

## Filmografía
| Año  | Título               | Papel                      | Director            |
| ---- | -------------------- | -------------------------- | ------------------- |
| 2013 | El babysitter        | Natasha                    | Sebastián Badilla   |
| 2015 | Toro Loco Sangriento | Siboney                    | Patricio Valladares |
| 2016 | Prueba de actitud    | Samantha María Tello Tapia | Fabrizio Copano     |

## Televisión
| Año       | Título                | Papel                | Ref.                       |
| --------- | --------------------- | -------------------- | -------------------------- |
| 2004–2005 | BKN                   | Catalina Valdivieso  | T1-T4. Elenco principal    |
| 2007–2009 | Karkú                 | Emilia Valdés        | Protagonista; 76 episodios |
| 2010–2011 | La familia de al lado | Andrea Ruiz-Tagle    | Elenco principal           |
| 2011–2012 | Aquí mando yo         | Isabel Grez          | Elenco principal           |
| 2013      | Dos por uno           | Aurora Salinas       | Elenco principal           |
| 2014      | Mamá mechona          | Millaray Valdebenito | Elenco principal           |
| 2016      | Veinteañero a los 40  | Nicole Basáez        | Elenco principal           |

Programas
- Zoolo TV (Mega, 2004)
- Calle 7 (TVN, 2011) - Invitada
- Buenos Días a Todos, (TVN, 2009) - Invitada
- Pollo en Conserva, (La Red, 2011) - Invitada
- Alfombra Roja, (Canal 13, 2014) - Invitada
- Alfombra Roja, En Viña, (Canal 13, 2014) - Invitada
- Bienvenidos, (Canal 13, 2014) - Invitada
- Vértigo (Canal 13, 2014) - Participante
- Rojo, el color del talento (TVN, 2018) - Conductora de Backstage

## Discografía

### Álbumes de estudio
Con BKN
- 2004: BKN
- 2004: La amistad sigue creciendo
- 2005: Lo mejor de/The best of

Con SixPack
- 2007: SixPack
- 2008: SixPack (Reedición, solo disponible en línea)
- 2009: Up